# Такьи, Сэмюэл
Сэмюэл Такьи (фр. Samuel Takyi; род. 23 декабря 2000, Аккра) — ганский боксёр-профессионал и любитель. Выступает в весовой категории до 57, и до 63,5 килограмм. Бронзовый призёр Олимпийских игр 2020 года, чемпионы Африканских игр (2023) в любителях.

## Любительская карьера
В феврале 2020 года после успешного выступления на африканском отборочном турнире, получил путевку на Олимпиаду в Токио. На играх ганец сумел дойти до полуфинала, в котором он уступил американцу Дьюку Рэгану. Этот результат позволил спортсмену стать бронзовым призёром.
Такьи завоевал для Ганы первую олимпийскую медаль в личном виде за 49 лет. До этого последним призёром в индивидуальной дисциплине был другой боксер Принс Амартей, выигравший бронзу на играх 1972 года в Мюнхене.